# Geronimo (film, 1993)
Pour les articles homonymes, voir Geronimo (homonymie).
Pour plus de détails, voir Fiche technique et Distribution.
Geronimo (Geronimo: An American Legend) est un film américain réalisé par Walter Hill et sorti en 1993. Le film raconte de manière plus ou moins fictionnelle les guerres apaches notamment comment Charles B. Gatewood a obtenu la reddition de Geronimo.
Le film reçoit à sa sortie des critiques plutôt mitigées et ne rencontre pas de succès commercial.

## Synopsis
Le lieutenant Britton Davis (en) raconte comment il a participé à la reddition du célèbre chef de la tribu apache des Chiricahuas, Geronimo, en 1886. Fraichement sorti de l'académie militaire de West Point, Davis rejoint le premier lieutenant Charles B. Gatewood. Ce dernier est chargé de recevoir le guerrier rebelle, qui s'est finalement décidé à conclure la paix avec le général George Crook. Sur le chemin, Gatewood, Geronimo et Davis rencontrent des Marshals voulant appréhender le chef apache. Ils parviennent cependant à rejoindre le fort où les attend George Crook. Cette paix avec les Apaches n'est pas du goût de tous.

## Fiche technique
Sauf indication contraire, les informations mentionnées dans cette section peuvent être confirmées par la base de données cinématographiques IMDb,  présente dans la section « Liens externes ».
- Titre français : Geronimo
- Titre original : Geronimo: An American Legend
- Réalisation : Walter Hill
- Scénario : John Milius et Larry Gross
- Production : Neil Canton et Walter Hill
  - Producteur exécutif : Michael S. Glick
- Photographie : Lloyd Ahern II
- Son : Lee Orloff, Bill W. Benton, Doug Hemphill, Chris Carpenter et Chris David
- Musique : Ry Cooder
  - Arrangements et Orchestration : George S. Clinton
  - Percussions : Jim Keltner (non crédité)
- Montage : Donn Aron, Carmel Davies et Freeman A. Davies
- Décors : Joe Alves
- Maquillage : Manlio Rocchetti, Dennis Liddiard et Fred C. Blau Jr.
- Société de production : Columbia Pictures
- Sociétés de distribution : Columbia Pictures (États-Unis), Columbia TriStar Films (France)
- Budget : 35 millions de dollars[1]
- Format : Couleur - Panavision - 2.35 : 1 - 35 mm - Dolby Stereo
- Pays de production :  États-Unis
- Langues originales : anglais et langues apaches
- Genre : western, biographie
- Durée : 115 minutes
- Dates de sortie :
  - États-Unis : 10 décembre 1993
  - France : 30 mars 1994

## Distribution

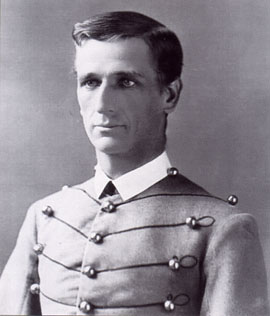
Charles B. Gatewood.

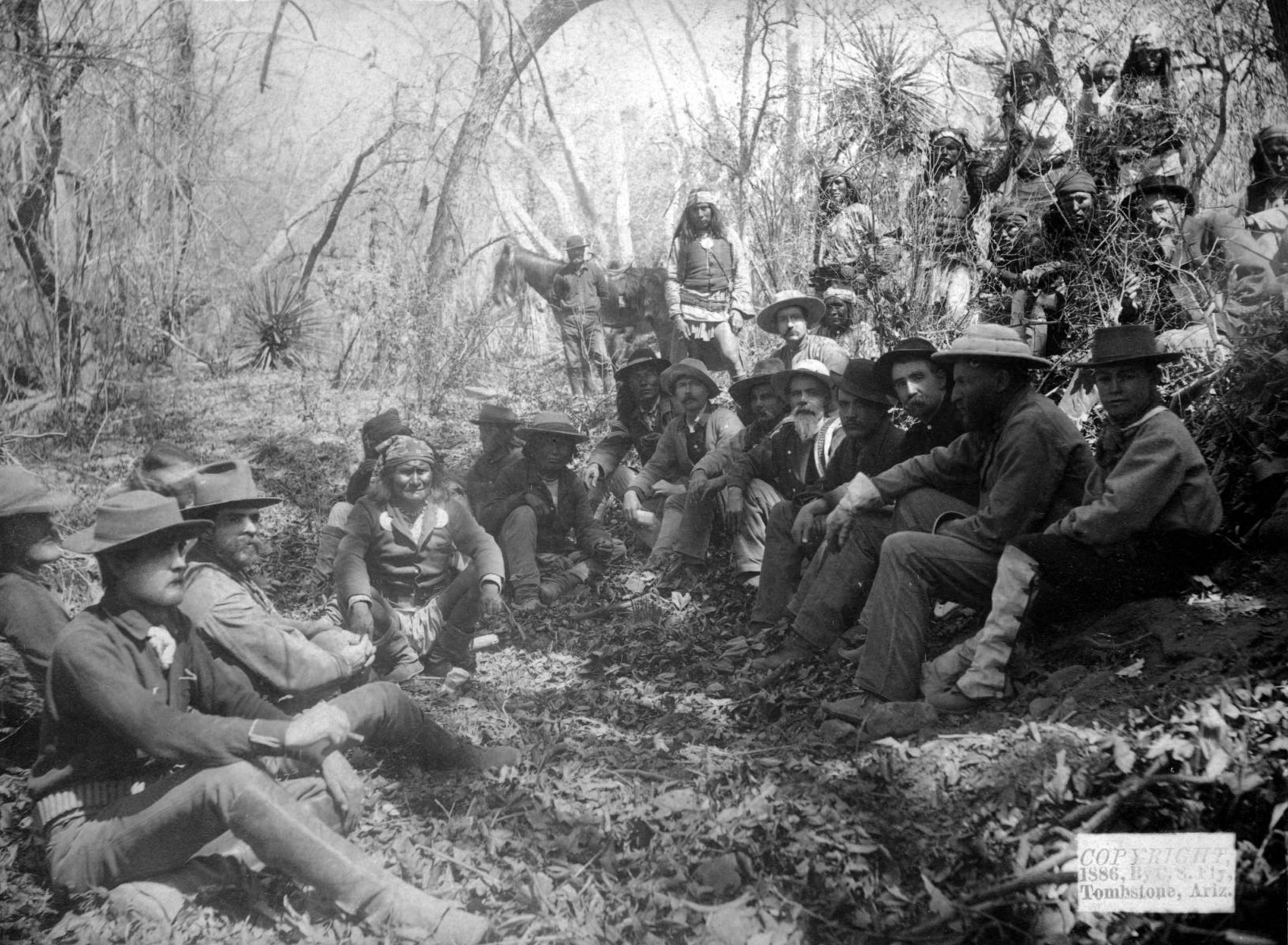
La prise de cette photographie, le 27 mars 1886 par C. S. Fly, est évoquée dans le film.

- Wes Studi (VF : Mostefa Stitti) : Geronimo
- Jason Patric (VF : Emmanuel Jacomy) : le premier lieutenant Charles B. Gatewood
- Gene Hackman (VF : Claude Joseph) : le général George Crook
- Robert Duvall (VF : Jacques Richard) : Al Sieber
- Matt Damon (VF : Emmanuel Curtil) : le second lieutenant Britton Davis (en)
- Rodney A. Grant : Mangas
- Kevin Tighe (VF : Jean-François Laley) : le général Nelson Miles
- Steve Reevis : Chato
- Carlos Palomino : le sergent Turkey
- Victor Aaron : Ulzana
- Stuart Proud Eagle Grant : le sergent Dutchy
- Stephen McHattie (VF : Jean-Pierre Moulin) : Schoonover
- John Finn : le capitaine Hentig
- Lee de Broux : le shérif Joe Hawkins
- Scott Wilson (VF : Michel Fortin) : Redondo
- Rino Thunder : Nana, âgé
- Mark Boone Junior : un mineur effrayé
- M. C. Gainey : le mineur courageux
- Jonathan Ward : C. S. Fly
- Jim Beaver : un officier
- Billy Brown : un indien

## Production

### Genèse et développement
Walter Hill signe un contrat avec Carolco Pictures pour faire un western avec un Amérindien comme personnage principal. Le réalisateur-scénariste porte son choix sur un chef Lakotas, Crazy Horse. Geronimo est alors envisagé. Walter Hill pense que son histoire n'a jamais été vraiment racontée. En 1989, John Milius est chargé d'écrire un script.
En 1992, le projet passe de Carolco à Columbia Pictures. En ce début des années 1990, les westerns sont redevenus populaires avec les succès de Danse avec les loups (1990),  et Impitoyable (1992). D'autres westerns de l'époque sont par ailleurs des échecs : Tombstone (1993), Wyatt Earp (1994), Mort ou vif (1995), Belles de l'Ouest (1994), Maverick (1994) ou encore Jack l'Éclair (1994).
Le projet tarde à se concrétiser. Walter Hill part sur d'autres films. Il doit initialement réaliser The Shadow mais quitte le film à la suite d'un différend financier. Il se concentre alors sur un projet de film biographique sur Geronimo. Le scénario est initialement écrit par John Milius et est davantage centré sur les dernières années de la vie de Geronimo. Walter Hill demande quelques réécritures à John Milius mais il y est opposé. Walter Hill le réécrit alors avec Larry Gross.
Avant de revenir à Jason Patric, le rôle de Charles B. Gatewood a été proposé à Patrick Swayze et Alec Baldwin.

### Tournage
Le tournage a lieu de mai à juillet 1993. Il se déroule en Arizona (Tucson, Kayenta, Monument Valley, Red Mesa, Mexican Water, forêt nationale de Kaibab, Williams, pics San Francisco, Skeleton Canyon, Teec Nos Pos), dans l'Utah (Moab, Monticello) ainsi que dans les studios de Sony Pictures à Culver City.

## Sortie et accueil

### Critique
Le film partage la critique,,. Philip French de The Observer le décrit cependant comme l'un des meilleurs westerns de tous les temps.
Sur l'agrégateur américain Rotten Tomatoes, Geronimo récolte 48% d'opinions favorables pour 21 critiques et une note moyenne de 6,16⁄10.
Malgré des critiques presse globalement négatives, le film est plutôt bien accueilli par les groupes d'Amérindiens,.
En interview pour le film, le réalisateur Walter Hill critique le titre original, Geronimo: An American Legend, car selon lui il ne s'agit pas d'un film biographique sur Geronimo mais plutôt sur les hommes qui l'ont attrapé. Il avoue qu'il aurait préféré qu'il soit titré The Geronimo War.

### Box-office
| Pays ou région    | Box-office      | Date d'arrêt du box-office | Nombre de semaines |
| ----------------- | --------------- | -------------------------- | ------------------ |
| États-Unis Canada | 18 635 620 $    | 13 janvier 1994            | 5                  |
| France            | 230 487 entrées |                            |                    |
| Total mondial     | n/a             | -                          | -                  |

## Distinctions
Source : Internet Movie Database
- Western Heritage Awards 1994 : meilleur long métrage
- 66e cérémonie des Oscars 1994 : nomination pour le meilleur son